# Chrysanthemenorden

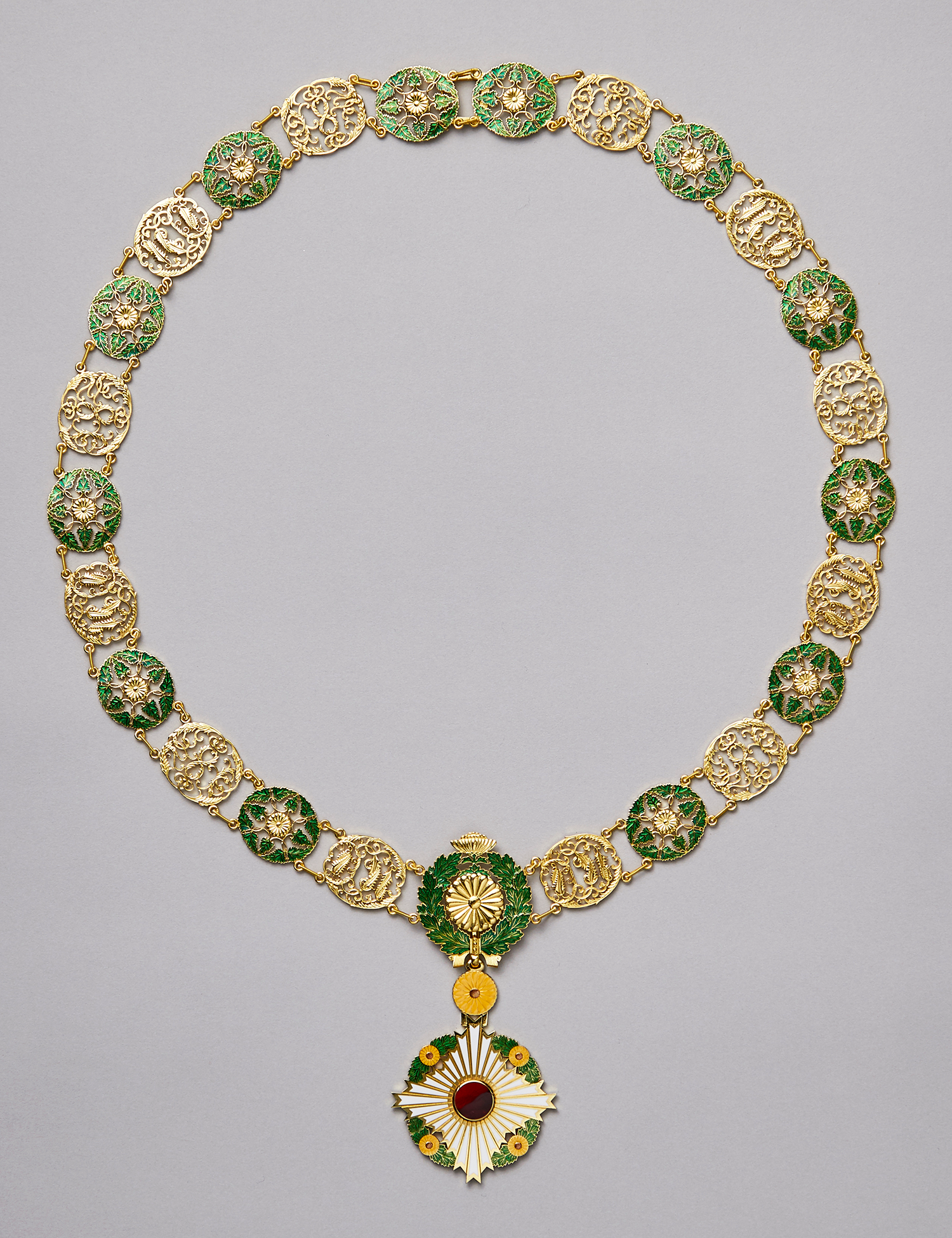
Collane des Chrysanthemenordens

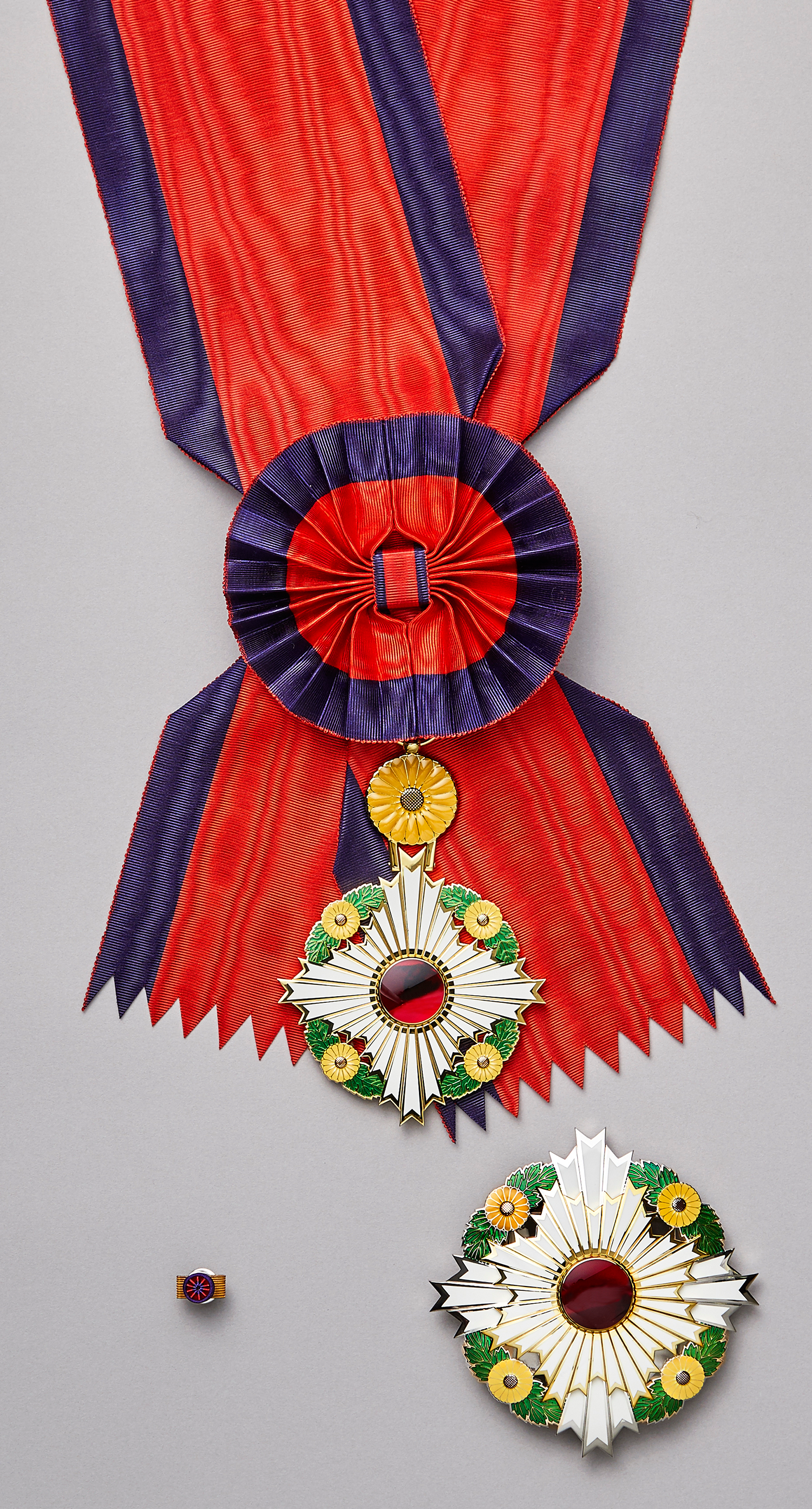
Chrysanthemenorden am Band

Der Chrysanthemenorden (jap. 菊花章, Kikka-shō, wörtlich „Chrysanthemenblütenorden“), auch Chrysanthemumorden oder Goldblumenorden, ist der höchste japanische Orden, der von Kaiser Meiji am 27. Dezember 1876 gestiftet wurde. 1888 folgte der Chrysanthemenorden mit Halskette.

## Erläuterung
Der Orden, der auch postum verliehen werden kann, besteht aus einem Stern mit 32 weiß emaillierten goldenen Strahlen; in den vier durch Verkürzung der Strahlen gebildeten Winkeln befindet sich je eine Chrysantheme zwischen zwei grün emaillierten Blättern. Das rote Mittelschild ohne Inschrift ist von einem goldenen Ring umschlossen. Eine Chrysantheme mit der japanischen Aufschrift „Erhabene Taten und ehrenvolle Handlungen“ verbindet den obersten Strahl mit einem goldenen Ring.

## Stufen
1. Chrysanthemenorden mit Ordenskette (大勲位菊花章頸飾, Daikun’i Kikka-shō Keishoku, wörtlich: „Großer Verdienstorden Chrysanthemenblütenorden mit Halsschmuck“)
2. Großkreuz des Chrysanthemenordens (大勲位菊花大綬章, Daikun’i Kikka Daiju-shō, wörtlich: „Großer Verdienstorden Chrysanthemenblütenorden am Band“)